# Кызылкайнарский сельский округ
Кызылкайна́рский се́льский окру́г (каз. Қызылқайнар ауылдық округі) — административная единица в составе Жамбылского района Жамбылской области Казахстана.
Административный центр — село Кызылкайнар.

## История
В 1989 году существовал как Кызылкайнарский сельсовет в составе двух населённых пунктов: сёла Кызылкайнар (административный центр) и Жасуркен.
В периоде 1991—1998 годов Кызылкайнарский сельсовет был преобразован в сельский округ согласно реформам административно-территориального устройства Республики Казахстан.

## Население
| Численность населения | Численность населения | Численность населения |
| 1989                  | 1999                  | 2009                  |
| --------------------- | --------------------- | --------------------- |
| 4098                  | ↗4257                 | ↗4934                 |

## Состав
| № | Населённый пункт | Тип населённого пункта       | Население, 1989 | Население, 1999 | Население, 2009 |
| - | ---------------- | ---------------------------- | --------------- | --------------- | --------------- |
| 1 | Жасоркен         | село                         | 1 542           | ↘1 342          | ↘1 202          |
| 2 | Кызылкайнар      | село, административный центр | 2 556           | ↗2 915          | ↗3 732          |